# Stenopogon hradskyi
Stenopogon hradskyi är en tvåvingeart som beskrevs av Pavel Lehr 1963. Stenopogon hradskyi ingår i släktet Stenopogon och familjen rovflugor. Inga underarter finns listade i Catalogue of Life.